# Хмелецкий, Тимон Титус
Тимон Титус Хмелецкий (пол. Tymon Tytus Chmielecki; род. 29 ноября 1965, Торунь, Польша) — польский прелат и ватиканский дипломат. Титулярный архиепископ Трес Таберне (Tres Tabernae) с 26 марта 2012. Апостольский нунций в Гвинее с 26 марта 2019 по 12 ноября 2022. Апостольский нунций в Мали с 26 марта 2019 по 2 февраля 2022.